# 瑟米加利亞

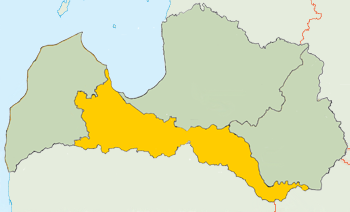

瑟米加利亞或澤姆加爾是拉脫維亞的歷史地區之一。位於現在拉脫維亞共和國的南部地區。這一地區地勢平坦，最大城市是曾是庫爾蘭公國首都的葉爾加瓦。1795年至1918年之間，這裡曾屬俄羅斯帝國統治。第一次世界大戰之後曾為拉脫維亞的一部分。